# Luis Cruz (Eishockeyspieler)
Luis Cruz (* 21. September 2000 in Mexiko-Stadt) ist ein mexikanischer Eishockeyspieler, der seit 2019 für die Olmec Stone Heads in Mexiko spielt.

## Karriere
Luis Cruz begann seine Karriere bei San Jeronimo in Mexiko. Als 16-Jähriger wechselte er auf die The Hill Academy in Vaughan, Ontario, in Kanada. Für deren Mannschaften spielte er im Spielbetrieb der ECEL. 2019 kehrte er in sein Heimatland zurück und spielt dort für die Olmec Stone Heads.

### International
Im Juniorenbereich spielte Cruz für Mexiko bei den U18-Weltmeisterschaften 2016, 2017, als er zum besten Spieler seiner Mannschaft gewählt wurde, und 2018, als er als Torschützenkönig und Topscorer des Turniers erneut zum besten Spieler seiner Mannschaft gewählt wurde, in der Division III sowie den U20-Weltmeisterschaften 2016 in der Division III und 2017, 2018 und 2019 in der Division II.
Mit der Herren-Nationalmannschaft seines Landes nahm Cruz erstmals an den Weltmeisterschaften der Division II 2018 teil. Auch 2019 spielte er dort.

## Erfolge und Auszeichnungen
- 2016 Aufstieg in die Division II, Gruppe B, bei der U20-Weltmeisterschaft der Division III
- 2017 Aufstieg in die Division III, Gruppe A, bei der U18-Weltmeisterschaft der Division III, Gruppe B
- 2018 Torschützenkönig und Topscorer bei der U18-Weltmeisterschaft der Division III, Gruppe A